# ねこ物件
『ねこ物件』（ねこぶっけん）は、日本のテレビドラマ。およびそれを原作とした映画化作品。2022年8月5日劇場公開。

## 登場人物

### 主要人物
二星 優斗（ふたぼし ゆうと）〈30〉
演 - 古川雄輝（少年時代 - 神尾優典）
幼少期に両親が事故で他界してから祖父と猫と暮らしている。祖父が突然脳梗塞で他界し、葬儀に現れた四つ葉不動産の有美と出会い、『猫シェアハウス』のオーナーになることを提案され、「★★（二星）ハイツ」のオーナーになる。
学校を卒業してから一度も働いたことがないが、チラシをPCで作ったり、被写体（猫）以外の背景をぼかすカメラ技術に長けている。スマホは持っているがそれまでLINEをしたことがなく、半ば強引にインストールされて、有美と入居希望者の情報などのやり取りをする。
猫ファーストで、猫と同じ食材の物しか食べない（猫に有毒な食事の誤食予防）、猫の頭数+1のトイレが必要等、猫リテラシーが高く知識が豊富な分、猫が苦手とする行動を取る人は受け入れ難い。祖父と2人きりだったためか、世俗の事に疎い。
広瀬 有美（ひろせ ゆみ）
演 - 長井短
四つ葉不動産に勤める社員で、優斗の祖父の幸三が所有する不動産の管理をしていた。相続をすると相当な額の相続税がかかることと、優斗が無職で収入源がないことから、シェアハウスのオーナーになる事を提案する。猫が苦手で、近くに寄ってくるとビックリしてしまう癖がある。入居人の面接に立ち会い質問をしたり、優斗の無理な相談に振り回されるものの、面倒見が良く最終的には問題の解決に尽力することが多い。
優斗は葬式で初めて会ったと思っているが、有美は以前から知っている様子。
立花 修（たちばな おさむ）〈25〉
演 - 細田佳央太
司法試験を目指しながら弁護士事務所でアルバイトをしている、大きい黒縁眼鏡の青年。両親が生き物を飼うことに厳しく猫を飼うことが出来なかったので、猫を飼っている友達の家に遊びに行っていた。2人目の入居希望者の不遜な態度にも動じず、相手の意図を探る観察眼に長けている。
島袋 毅（しまぶくろ つよし）
演 - 上村海成
自称俳優として入居希望の面接に来るが、横柄な態度で一度優斗に断られる。実は劇団の研究生だとホームページで判明し、アップされているドラマでも台詞も殆どない役者の卵。有美と修の助言で劇団に優斗が見学に来たことに動揺、稽古中に台詞を忘れて石毛に怒られる。再面接で、優斗に理解してもらえて、2人目の入居者として合格が言い渡される。劇団の大道具も担当していることからキャットタワーを作成するも、すぐには登ってもらえずしょんぼりする。
有美を意識するようになり食事に誘うよう優斗に頼み、「★★ハイツ」内でならとOKをもらう。
矢澤 丈（やざわ じょう）
演 - 本田剛文
プロボクサーを目指しながらバイトをする青年。即入居を認めてしまうが、キャットタワーを一部壊して、怒った毅と喧嘩になる。自室では減量のためにサウナ状態にして汗をかきながらトレーニングをしている。その後、苛々していた理由を打ち明けて皆と和解し、3人目の入居者として認められる。
ファン
演 - 松大航也
台湾からの留学生で、小学生の時に日本に住んでいたので流暢な日本語が喋れる。現在のアパートでは猫を飼う事ができず、保護猫（後に優斗がタマと命名）を飼うために入居を希望する。後にそれは表向きの理由で、父から逃げていた事などがわかる。母を小さい頃に亡くしている。
二星 幸三（ふたぼし こうぞう）
演 - 竜雷太
長年猫を飼い続けている、孫の優斗と二人暮らしをしている好々爺。優斗に猫との接し方や、人生のヒントを沢山教えて育ててきたが、ある日カウチに座っている時に突然亡くなってしまう。
四つ葉不動産の社員
演 - 高橋陽子

### 猫
チャー
演 - チャー
二星家の飼い猫。キジ白（キジトラ×白）の女の子。大きな目がチャームポイント。最初の入居者の修にすぐ懐く。
クロ
演 - クロ、ヒゲ
二星家の飼い猫。白黒はちわれの男の子。お鼻の黒い斑点がチャームポイント。
ケイ
演 - ケイ
優斗が小さい頃に幸三が飼っていた三毛猫。お鼻の茶色い筋がチャームポイント。
タマ
演 - ししまる
「★★ハイツ」の庭に現れた茶白（茶トラ×白）の子猫。実はファンのアパートの前に捨てられていて、彼に拾われた。

### 劇場版追加キャスト
加納 直人
演 - 金子隼也
猫カフェ店長・畑山
演 - 山谷花純

### ゲスト

#### 第1話
肉屋
演 - 三島ゆたか
幸三の葬式で優斗の行く末を案じる。
米屋
演 - 田子天彩
幸三の葬式で優斗の行く末を案じる。
藤島明夫〈23〉
演 - 本田響矢
「★★ハイツ」の入居希望者。清掃の仕事をしている。猫好きだが、いきなり猫を触りだして入居を断られる。
入居希望者
演 - 三浦龍之介、安田啓人、大朏岳優
「★★ハイツ」の入居希望者。面接を受けるが入居を断られる。

#### 第3話
石毛
演 - 藤野友也
劇団の演出家。
劇団員
演 - 出口高司、小松桜子、佐伯孝彦、稲垣亜紀、板坂至恩

#### 第5話
ジンロン
演 - テイ龍進（第7話、第8話、第10話）
ファンの父。ファンに自分の会社を手伝わせるために彼を連れ戻しに来る。大の猫嫌い。実は日本語が喋れる。
白虎
演 - 錦織聡（第7話、第8話）
ジンロンの手下。
青龍
演 - 森本竜馬（第7話、第8話）
ジンロンの手下。

#### 第6話
佐山
演 - 中村シユン
有美が紹介してくれた猫探偵。失踪したチャーを探すよう優斗に頼まれる。

#### 第7話
美優
演 - 松永有紗
テレビドラマで毅の相手役を務める女優。

## スタッフ
- 脚本 - 綾部真弥
- 監督 - 綾部真弥、田口桂
- 製作総指揮 - 吉田尚剛
- 企画 - 永森裕二
- プロデューサー - 岩淵規
- フードスタイリスト - 松井あゆこ
- 音楽 - 沢田ヒロユキ、ペイズリィ8
- 主題歌 - 「Bell」SPiCYSOL（ワーナーミュージック・ジャパン）
- 挿入歌 - 「Coffee And Tea」SPiCYSOL（ワーナーミュージック・ジャパン）、「Friend」釣宝未（AMG MUSIC）
- 動物トレーナー - 菊田秀逸
- 制作プロダクション - メディアンド
- 企画 - AMGエンタテインメント
- 協賛 - ペティオ
- 製作 - 「ねこ物件」製作委員会（アミューズメントメディア総合学院、テレビ神奈川、TCエンタテインメント、テレビ北海道、東京メトロポリタンテレビジョン、群馬テレビ、とちぎテレビ、テレビ埼玉、千葉テレビ放送、名古屋テレビ放送、京都放送、九州朝日放送、鹿児島放送、日本BS放送）

## 放送日程
| 話数   | サブタイトル                     | 監督     |
| ------ | -------------------------------- | -------- |
| 第1話  | 猫と暮らすということ             | 綾部真弥 |
| 第2話  | 猫は、人と違って素直である       | 綾部真弥 |
| 第3話  | 猫を嫌う人には気をつけろ         | 田口桂   |
| 第4話  | 猫は敵と味方を瞬時に見分ける     | 田口桂   |
| 第5話  | 猫は、同意のない変化を嫌う       | 綾部真弥 |
| 第6話  | 猫は、心地よさの鑑定家           | 綾部真弥 |
| 第7話  | 猫は道に迷わない                 | 田口桂   |
| 第8話  | 猫は、嫉妬しない                 | 田口桂   |
| 第9話  | 猫は、いつも冒険家だ             | 綾部真弥 |
| 第10話 | 猫は、人間関係を結ぶ最上の存在だ | 綾部真弥 |

## 放送局
| 放送地域      | 放送局       | 系列           | 放送日時                     | 放送期間                 | 備考 |
| ------------- | ------------ | -------------- | ---------------------------- | ------------------------ | ---- |
| 神奈川県      | tvk          | 独立局         | 金曜 23:00 - 23:30           | 2022年4月8日 - 6月10日   |      |
| 埼玉県        | テレ玉       | 独立局         | 月曜 23:00 - 23:30           | 2022年4月11日 - 6月13日  |      |
| 群馬県        | 群馬テレビ   | 独立局         | 火曜 19:00 - 19:30           | 2022年4月12日 - 6月14日  |      |
| 栃木県        | とちテレ     | 独立局         | 火曜 19:30 - 20:00           | 2022年4月12日 - 6月14日  |      |
| 京都府        | KBS京都      | 独立局         | 木曜 23:00 - 23:30           | 2022年4月14日 - 6月16日  |      |
| 東京都        | TOKYO MX     | 独立局         | 金曜 18:30 - 19:00           | 2022年4月15日 - 6月17日  |      |
| 鹿児島県      | 鹿児島放送   | テレビ朝日系列 | 金曜 1:20 - 1:50（木曜深夜） | 2022年4月15日 - 6月17日  |      |
| 北海道        | テレビ北海道 | テレビ朝日系列 | 土曜 1:23 - 1:53（金曜深夜） | 2022年4月16日 - 6月18日  |      |
| 福岡県        | 九州朝日放送 | テレビ朝日系列 | 日曜 1:02 -1:32（土曜深夜）  | 2022年4月17日 - 6月19日  |      |
| 中京広域圏    | メ〜テレ     | テレビ朝日系列 | 月曜 0:25 - 0:55（日曜深夜） | 2022年4月18日 - 6月20日  |      |
| 日本全域      | BS11         | 独立局         | 木曜 22:30 - 23:00           | 2022年4月21日 - 6月23日  |      |
| 宮城県        | 仙台放送     | フジテレビ系列 | 月 - 水曜 15:15 - 15:45      | 2022年6月6日 - 27日      |      |
| 岡山県 香川県 | 瀬戸内海放送 | テレビ朝日系列 | 日曜 10:30 - 11:00           | 2022年10月9日 - 12月11日 |      |

## 劇場版 ネコ物件 公開記念特番
2022年7月下旬からネット配信にて、同年8月下旬から各TV局にて順次放送された。
- ナレーション：金光媛乃